# Iran Aircraft Manufacturing Industries Corporation
Iran Aircraft Manufacturing Industrial Company (HESA), (in persiano شرکت صنایع هواپیماسازی ایران — هسا‎) o Iran Aircraft Manufacturing Industries Corporation, è una società iraniana di produzione di aeromobili. Fondata nel 1976, appartiene all'Iran Aviation Industries Organization (IAIO) e ha sede a Shahin Shahr, Isfahan. L'azienda è insediata su circa 2 milioni di metri quadrati (o 500 acri) di terreno, donati dalla famiglia Boroumand (i fratelli Abdolghaffar, Abdolrahman, Abdolrahim, Abdolkarim, Abdolrashid e Abdollah). L'azienda dispone di migliaia di metri quadrati di terreno disponibile e 250.000 metri quadrati di locali e hangar destinati alla produzione di componenti A/C, assemblaggio, laboratori, strutture per prove in volo e officine di preparazione per la produzione.
La fabbrica originale, costruita da Textron, doveva produrre Bell 214 di varie configurazioni in Iran, con un accordo che prevedeva diverse centinaia di elicotteri e trasferimenti di tecnologia. Secondo quanto riferito, il contratto era così grande che è stata fondata una nuova divisione Textron per soddisfare le richieste iraniane e gestire il programma con il maggiore generale Delk M. Oden quale presidente. I lavori si sono conclusi a causa della rivoluzione iraniana e delle successive sanzioni contro l'Iran.

## Prodotti

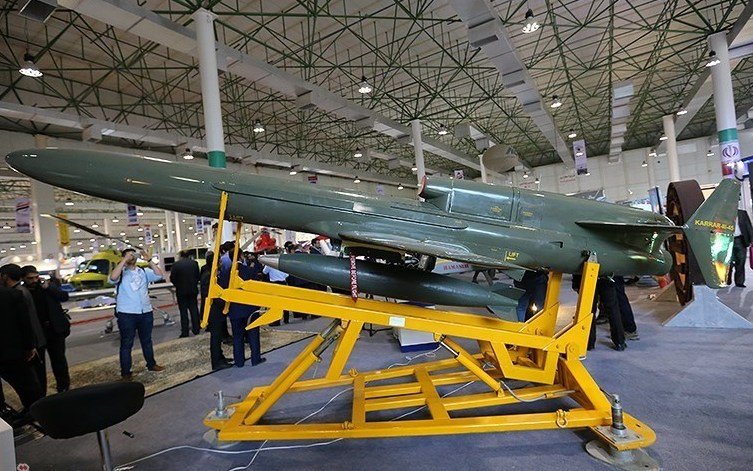
Drone Karrar, 2016.

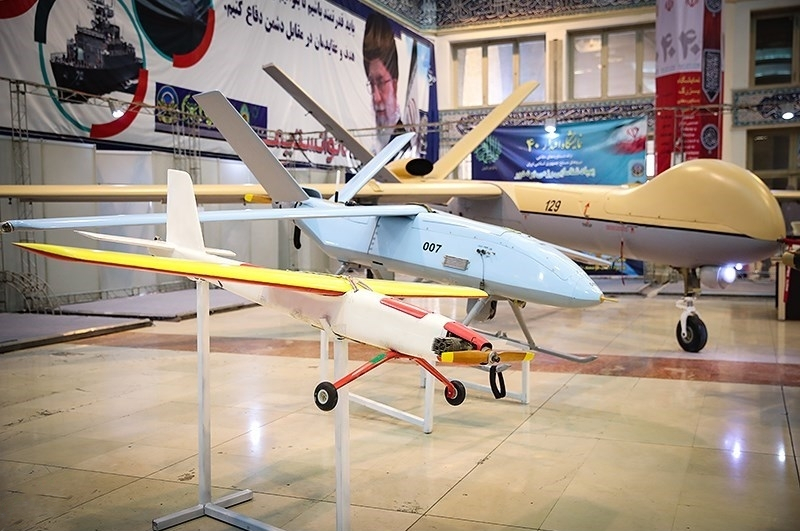
Droni Shahed-121 e Shahed-129

## Aerei
- Shafaq - velivolo stealth subsonico
- Azarakhsh - caccia leggero
- Saeqeh - caccia a reazione monoposto
- IrAn-140 Faraz - Versione iraniana dell'Antonov An-140 (produzione su licenza)
- S-68 - replica senza licenza del Pilatus PC-7
- Qaher-313 - solo modello concettuale

## Droni
- Ababil - serie di droni senza pilota
- Karrar – Drone ad alta velocità
- Shahed 129 - Copia del drone senza pilota israeliano Elbit Hermes 450
- Shahed 136 - drone kamikaze senza pilota
- Shahed 149 "Gaza" - ulteriore sviluppo dello Shahed 129
- Shahed 191 - drone ad ala delta senza pilota

## Elicotteri
- HESA Shahed 278 - elicottero leggero, copia del Bell 206
- HESA Shahed 285 - elicottero da attacco leggero/ricognizione

## Legale
HESA è soggetto alle sanzioni americane.